# Застолє
42°31′ пн. ш. 18°24′ сх. д. / 42.52° пн. ш. 18.40° сх. д.
Застолє (хорв. Zastolje) — населений пункт у Хорватії, у Дубровницько-Неретванській жупанії у складі громади Конавле.

## Населення
Населення за даними перепису 2011 року становило 150 осіб.
Динаміка чисельності населення поселення: